# Leon Wierzba
Leon Wierzba – sierżant piechoty Wojska Polskiego, szermierz, kawaler Orderu Virtuti Militari.

## Życiorys
Po zakończeniu I wojny światowej został przyjęty do Wojska Polskiego. W stopniu plutonowego uczestniczył w wojnie polsko-bolszewickiej 1920 w szeregach 5 kompanii 66 pułku piechoty w stopniu kaprala, odznaczając się w walkach pod Horodcem, za co otrzymał Order Virtuti Militari.
Po wojnie pozostał w służbie Wojska Polskiego. Jako kapral 77 pułku piechoty ukończył Kurs Szermierczy 1922/1923 w Centralnej Szkole Wojskowej Gimnastyki i Sportów w Poznaniu oraz kształcił się na kolejnym kursie 1923/1924. Pozostał w służbie CWSzGiS, pracując jako instruktor szermierki, pomocnik fechtmistrza. Reprezentując Szkołę startował w zawodach szermierczych, m.in. zdobywał czołowe miejsca w mistrzostwach armii. W trzyosobowej drużynie szermierczej szkoły zdobył nagrodę przechodnią miasta Łodzi w 1927.

## Ordery i odznaczenia
- Krzyż Srebrny Orderu Virtuti Militari
- Medal Pamiątkowy za Wojnę 1918–1921
- Medal Dziesięciolecia Odzyskanej Niepodległości